# Galerucella pusilla
Galerucella pusilla es una especie de insecto coleóptero de la familia Chrysomelidae.
Fue descrita científicamente en 1825 por Duftschmidt.